# Sint-Lodewijkskerk (Armentières)
De Sint-Lodewijkskerk (Frans: église Saint-Louis) is een kerk in de stad Armentières in het Franse Noorderdepartement. Het gebouw staat in het noordwesten van het stadscentrum.

## Geschiedenis
Sinds de middeleeuwen telde de stad één parochiekerk, de Sint-Vaastkerk (église Saint-Vaast). Met de industriële revolutie en de bloei van de textielnijverheid in Armentières kende de stad in de 19de eeuw een sterke groei. Armentières breidde zich uit met nieuw wijken en in de laatste decennia van de 19de eeuw werden verschillende nieuwe kerken opgetrokken.
Ook het voorheen landelijk gebied van de Prés du Hem verstedelijkte. In 1911 werd een terrein aangekocht, waar in 1912 werd gestart met de bouw van een kerk. In 1913 werd de kerk ingewijd. Amper een jaar later brak al de Eerste Wereldoorlog uit en Armentières werd ingenomen door de Duitsers. De stad lag dicht bij het front en leed onder de beschietingen en bombardementen. In 1916 stortte de torenspits van de kerk in. De muren en toren werden geraakt door geschut, maar als enige kerk in de stad werd de Sint-Lodewijkskerk niet volledig vernield. De kerkklok werd in 1918 door de Duitsers meegenomen. De kerk werd na de oorlog gerestaureerd en opende in 1922 opnieuw haar deuren. De glasramen werden in 1932 geplaatst.
De kerk leed minder onder de gevolgen van de Tweede Wereldoorlog. Enkele glasramen sneuvelden bij een bombardement in 1940, en werden in 1950 gerestaureerd.

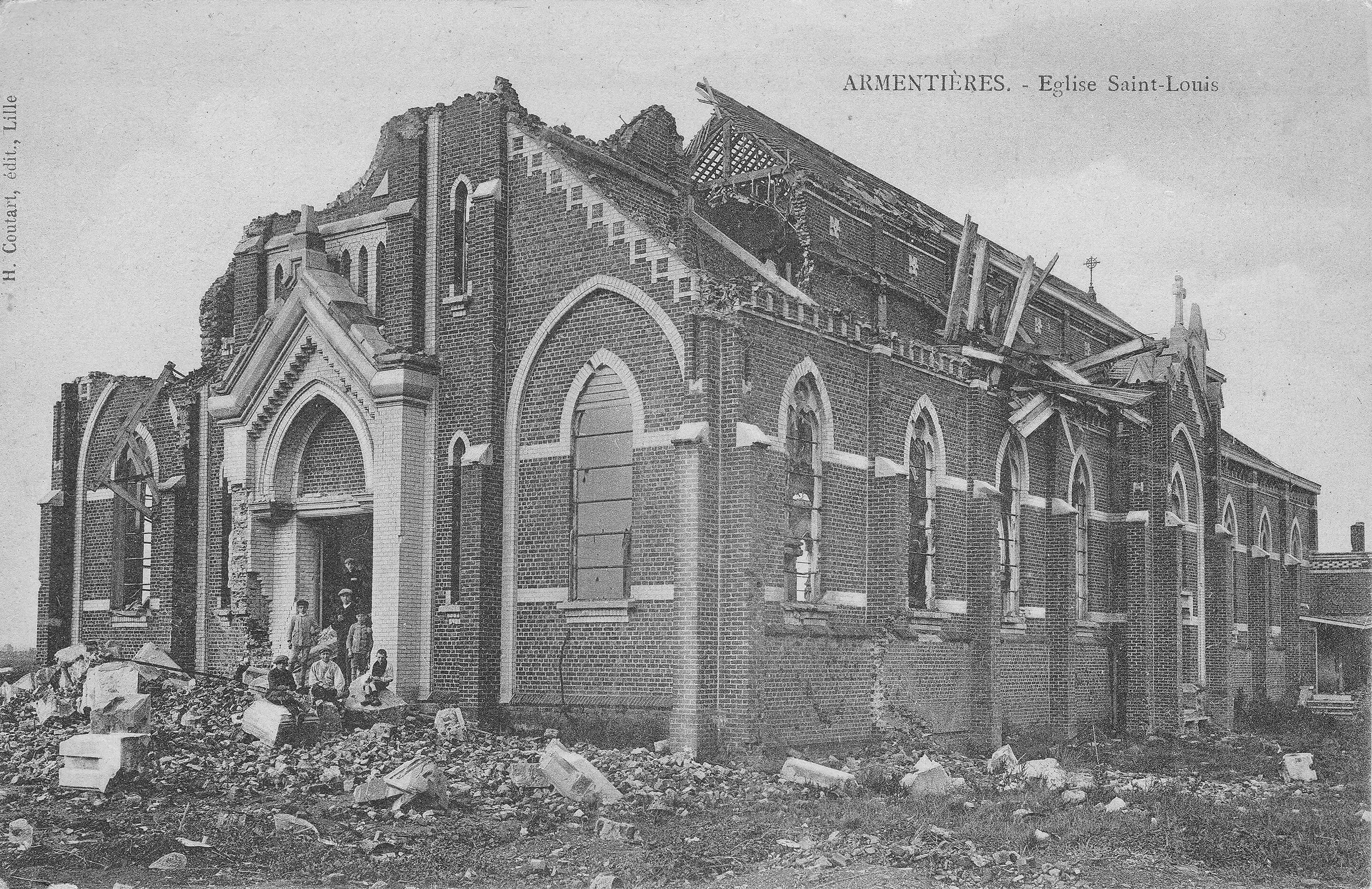
Armentières — Sint-Lodewijkskerk na de Eerste Wereldoorlog